# Петралонска пещера
Петралонската пещера (на гръцки: Σπήλαιο Πετραλώνων) е карстова пещера в Гърция с дължина, намираща се на около 300 метра надморска височина, във варовиковия хълм Кацика (642 m) на Халкидическия полуостров, до село Петралона.
В пещерата са открити останки на праисторически хора.

## Геология
Карстовата пещера Петралона е образувана в резултат на тектоничните процеси и изменения в земната повърхност. Освен характерните сталактити и сталагмити се наблюдават множество тънки сталактити по покрива, наподобяващи дъждовни капки. Има обща дължина от около 2 километра.
В пещерата са установени 34 геоложки пласта, като във всички има следи от живот. Открити са фосили на различни видове животни – лъвове, хиени, мечки, пантери, слонове, носорози, бизони, елени и други, както и 25 вида птици, 16 вида гризачи и 17 вида прилепи.

## Изследвания
Първоначално пещерата е открита случайно от жителя на Елеохория Филип Хадзаридис, търсещ вода през 1959 година. Година по-късно друг жител на селото Христос Сариянидис намира череп на възрастен мъж (25-35-годишен), покрит със сталагмит. Мястото на находката, т.нар. „Мавзолей“ е най-топлото и сухо в пещерата. Това откритие поставя началото на много научни разкопки и експедиции.
Според гръцкия антрополог Арис Пулянос, който проучва черепа през 1968 година и му дава името Archanthropus europeaus petraloniensis, находката е на възраст 700 000 години. Той е напълно запазен, като липсва единствено долната челюст. С по-нататъшните разкопки са намерени два човешки скелета и много други останки от живот. Според Пулянос черепът е намерен в слой, който съдържа най-много инструменти и следи от обитаване и посредством магнитен резонанс установява, че възрастта на слоя е около 670 хиляди години.
Повечето изследователи на базата на изследване на черепа с електронно-спинов резонанс, смятат находките са на останки от Homo erectus на възраст между 160 000 и 240 000 години.

## Туризъм
Входът на пещерата за туристи е тунел, минаващ през ерозирал хълм с дължина 100 метра, прокопан ръчно през 1974 година. Температурата е целогодишно около 17 градуса по Целзий. В непосредствена близост има археологически музей.